# Phagmodrupa-Dynastie
| Tibetische Bezeichnung                        |
| --------------------------------------------- |
| Tibetische Schrift: ཕག་མོ་གྲུ་པ་                 |
| Wylie-Transliteration: phag mo gru pa         |
| Aussprache in IPA: [pʰakmoʈʂupa]              |
| Offizielle Transkription der VRCh: Pagmozhuba |
| THDL-Transkription: Phagmodrupa               |
| Andere Schreibweisen: Pakmodrupa              |
| Chinesische Bezeichnung                       |
| Traditionell: 帕木竹巴                        |
| Pinyin:Pàmùzhúbā                              |

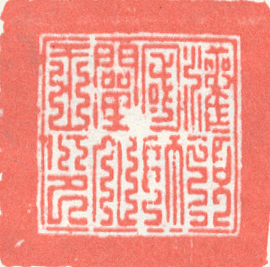
Siegel des „Abhiseka-Meisters des Staates und Königs der Aufklärung“ (Guàndǐng guóshī chǎnhuà wáng yìn 灌頂國師闡化王印)

Die Phagmodrupa-Dynastie war eine von der Familie Lang (Rlangs / Glang) im tibetischen Regierungsbezirk Lhokha (Shannan) in der Zeit der Yuan- und Ming-Dynastie errichtete Herrschaft. Am Anfang war es eine der Dreizehn Zehntausendschaften von Ü-Tsang der Yuan-Dynastie.
Im 14. Jahr der Zhizheng-Ära des Yuan-Kaisers Shundi (1354) wurde der Vorsteher der Zehntausendschaft, Changchub Gyeltshen (1302–1364), zum tai situ ernannt; für sein Amt erhielt er das entsprechende kaiserliche Siegel. Changchub Gyeltshen führte Krieg gegen Sakya und andere religiöse Schulen. In der Folge übte er die Jurisdiktion über die meisten Gebiete von Ü-Tsang aus. Er schuf das militärhistorische Werk „Geschichte der Familie Lang“.
Zu Beginn der Ming-Dynastie wurde sein Nachfolger Jamyang Shakya Gyeltshen (1340–1373) zum „Abhiseka-Meisters des Staates und Königs der Aufklärung“ (Guàndǐng guóshī chǎnhuà wáng 灌頂國師闡化王) ernannt. Im vierten Jahr der Yongle-Ära (1406) der Ming-Dynastie wurde sein späterer Nachfolger Dragpa Gyeltshen (1374–1432) zum „Abhiseka-Meisters des Staates und Königs der Aufklärung“ ernannt; das Amt wurde vererbt. In der nächsten Generation gab es interne Aufspaltungen, wodurch die Macht der Dynastie reduziert wurde. Ende der Ming-Dynastie ging sie nach dem Einmarsch Gushri Khans in Tibet unter.

## Herrschertabelle
Quelle: renwens.com
Die Tabelle liefert folgende Angaben: (a) tib. Namen in deutscher Schreibung, (b) Umschrift nach Wylie, (c) chinesische Schreibung mit vorangestelltem Pinyin, (d) Dauer der Herrschaft, (e) Antrittsjahr im Sechzigerzyklus des traditionellen chinesischen Kalenders, (f) Antrittsjahr der Herrschaft.
- Changchub Gyeltshen (byang chub rgyal mtshan) Jiangqu Jianzan 绛曲坚赞 (18) 甲午 1354
- Shakya Gyeltshen (sh'akya rgyal mtshan) Shijia Jianzan 释迦坚赞 (13) 壬子 1372
- Chenga Dragpa Changchub (spyan snga grags pa byang chub) Jing'e Zhaba Jiangqu 京俄扎巴降曲 (6) 乙丑 1385
- Sönam Dragpa (bsod nams grags pa) Suonan Zhaba 索南扎巴 (18) 辛未 1391
- Dragpa Gyeltshen (grags pa rgyal mtshan) Zhaba Jianzan 扎巴坚赞 (26) 己丑 1409
- Sanggye Gyeltshen (sangs rgyas rgyal mtshan) Sangji Jianzan 桑吉坚赞 (5) 乙卯 1435
- Dragpa Chungne (grags pa 'byung gnas) Zhaba Jiongnai 扎巴迥乃 (28) 庚申 1440
- Künga Legpa (kun dga' legs pa) Gongga Leba 贡噶勒巴 (5) 己丑 1469
- Rinchen Dorje (rin chen rdo rje) Renqin Duoji 仁钦多吉 (40) 甲午 1474
- Ngagi Wangpo (ngag gi dbang po) Age Wangbo 阿格旺波 (51) 甲戌 1514
- Ngawang Trashi Dragpa (ngag dbang bkra shis grags pa) Awang Zhaxi Zhaba 阿旺扎西扎巴 (14) 乙丑 1565
- Shabdrung Ngawang Dragpa (zhabs drung ngag dbang grags pa) Xiazhong Awang Zhaba 夏仲阿旺扎巴 (38) 己卯 1579

### Nachschlagewerke
- Cihai („Meer der Wörter“), Shanghai cishu chubanshe, Shanghai 2002, ISBN 7-5326-0839-5